# スーパー・セレクション
『スーパー・セレクション』 (Super Selections) は、1989年に日本のみで発売されたヒューイ・ルイス&ザ・ニュースのコンピレーション・アルバム。ヒューイ・ルイス&ザ・ニュースが1989年12月31日と1990年1月1日に東京ドームでブライアン・アダムスと共催で行う大晦日ライブを記念して作成された。1990年にはCD化されているが、流通量が少なかったため、すぐに市場から姿を消した。現在は廃盤となっている。
ライブを意識したアルバムなのか、最後の4つはライブの音源を使用している。特にトラック10は1986年にオレゴン州ポートランドで行われた、オール・ザ・ウェイ・ライブからの音源である。

## 曲目
※作曲・作詞は各アルバムを参照
1. パワー・オブ・ラヴ The Power Of Love-3:54
2. パワー・オブ・ラヴ(ジェリー・ビーン・ミックス) The Power Of Love (A John "Jerrybean" Benitez Mix)-7:12
3. バック・イン・タイム(12インチ・ミックス) Back In Time (12" Mix)-6:19
4. ハート・オブ・ロックン・ロール(ロンドン/東京エクステンデッド・バージョン) The Heart Of Rock & Roll (London/Tokyo Extended Version)-5:05
5. ハート・アンド・ソウル(ダンス・ミックス) Heart And Soul(Dance Mix)-5:49
6. アイ・ウォント・ア・ニュー・ドラッグ(12インチ・ミックス) I Want A New Drug(12" Mix)-5:33
7. サンフランシスコ・ラヴ・ソング(ライブ) Hope You Love Me Like You Say You Do-4:37
8. ワーキン・フォー・ア・リヴィン(ライブ) Workin' For A Livin' -4:01
9. バズ・バズ・バズ(ライブ) Buzz Buzz Buzz-2:49
10. ジェイコブズ・ラダー(ライブ) Jacob's Ladder-4:48